# Čirý potok (přítok Libockého potoka)
Čirý potok (německy Lauterbach) je pravostranným přítokem Libockého potoka v okrese Sokolov v Karlovarském kraji.
Délka toku měří 4,3 km.
Plocha povodí činí 7,2 km².

## Průběh toku
Potok pramení v Krušných horách v Přírodním parku Leopoldovy Hamry, přibližně 750 metrů severozápadně od malé vesnice Čirá, části města Kraslic. Jeho pramen se nachází v nadmořské výšce okolo 715 metrů v podmáčené pastvině u okraje lesa pod západním svahem Vřesového vrchu (757 m). Od pramene teče potok jihovýchodním směrem, protéká vesnicí Čirou, která po něm byla pojmenována. Přibírá nejprve zprava, poté i zleva několik drobných nepojmenovaných potůčků a ve vesnici Liboc se zprava vlévá do Libockého potoka na jeho 25,1 říčním kilometru.